# Gwendal Peizerat
Pour les articles homonymes, voir Peizerat.
Gwendal Peizerat, né le 21 avril 1972 à Bron (Rhône), est un danseur sur glace français, champion du monde en 2000 et champion olympique en danse sur glace avec Marina Anissina en 2002. De 2010 à 2015, il a été vice-président du Conseil régional de Rhône-Alpes délégué aux sports.
En 2018, après avoir participé au jeu d'aventures The Island : Célébrités sur M6, il publie son premier album intitulé Quand elle me....

## Biographie

### Carrière sportive
Danseur sur glace en couple, Gwendal Peizerat travaille de 1988 à 1993 avec Marina Morel, et de 1993 à la fin de sa carrière en 2002 avec Marina Anissina, entraînés par Muriel Boucher-Zazoui.
Six fois champions de France, deux fois champions d'Europe et une fois du monde, le binôme remporte le titre olympique en danse sur glace en 2002.
Après ce titre, il a pris sa retraite internationale et a été journaliste sur Eurosport où il interviewait des athlètes, en continuant tout de même à patiner avec Marina Anissina pour des galas.

### Reconversion

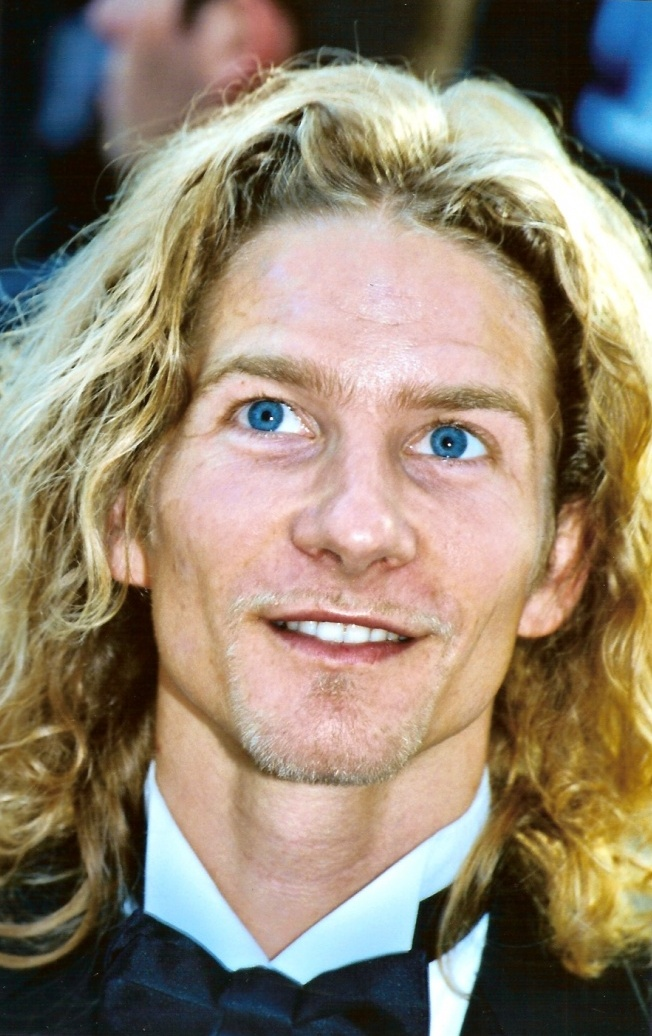
Au festival de Cannes 2005.

Né dans une famille originaire de Savoie, ayant grandi à Lyon, Gwendal Peizerat est diplômé de l'EM Lyon Business School (promotion ESC 1998). Il est également titulaire d'un DEUG en chimie des matériaux et d'une maîtrise STAPS de l'université Claude Bernard Lyon 1.
Gwendal Peizerat crée en 2003 la société Soléus (35 salariés en 2010) de conseil en mise en conformité des installations sportives.
En 2010, il est élu conseiller régional sur la liste du Parti socialiste dans le Rhône,. Il se définit comme « pur produit de la société civile, éloigné de la politique, mais proche de la gauche depuis toujours ». « Je m'engage sur des idées simples : utiliser le sport comme un outil de mixité et de développement social, développer l'image de la région à l'international et encourager l'entreprenariat ».
Il fait partie du casting de l'émission Koh-Lanta : Le Choc des héros, une édition spéciale de la télé réalité Koh-Lanta opposant une équipe d'anciens sportifs de haut-niveau face à une équipe d'anciens candidats de l'émission. Celle-ci a été enregistrée en Nouvelle-Calédonie en novembre/ décembre 2009 et a été diffusée sur TF1 du 26 mars au 21 mai 2010.
En outre, il fait partie des neuf sportifs présents au conseil administratif pilotant la candidature d'Annecy aux Jeux olympiques de 2018.
Fin 2013 il participe à la première saison de l'émission d'M6 Ice Show en tant que coach.
En 2014, il sort un single intitulé Baby-Rock, interprété en duo avec Bastien Villon, chanson dont il signe le texte et Bastien Villon la musique.
En 2018, il participe à la première version de The Island Célébrités sur M6. Le 20 juin 2018, il sort son 1er album, titré Quand elle me....
En 2024, il est membre du jury des Rencontres Chorégraphiques d'Herblay sur Scène. Il se produit au Club France lors des Jeux olympiques de Paris en 2024. 

## Palmarès
Avec deux partenaires différentes:
- Marina Morel (5 saisons : 1988-1993)
- Marina Anissina (9 saisons : 1993-2002)

| Compétition                   | 1989    | 1990    | 1991    | 1992    | 1993    |  | 1994    | 1995    | 1996    | 1997    | 1998    | 1999    | 2000    | 2001    | 2002    |
| Jeux olympiques d'hiver       |         |         |         |         |         |  |         |         |         |         | 3e      |         |         |         | 1er     |
| Championnats du monde         |         |         |         |         |         |  | 10e     | 6e      | 4e      | 5e      | 2e      | 2e      | 1er     | 2e      |         |
| Championnats d'Europe         |         |         |         | 12e     |         |  | 12e     | 5e      | 4e      | 4e      | 3e      | 2e      | 1er     | 2e      | 1er     |
| Championnats de France        |         |         |         | 3e      | 2e      |  | 2e      | 2e      | 1er     | 1er     | 1er     | 1er     | 1er     | 1er     | F       |
| Championnats du monde juniors | 3e      | 4e      | 2e      |         |         |  |         |         |         |         |         |         |         |         |         |
|                               |         |         |         |         |         |  |         |         |         |         |         |         |         |         |         |
| Grand Prix ISU                | 1988/89 | 1989/90 | 1990/91 | 1991/92 | 1992/93 |  | 1993/94 | 1994/95 | 1995/96 | 1996/97 | 1997/98 | 1998/99 | 1999/00 | 2000/01 | 2001/02 |
| Finale du Grand Prix          |         |         |         |         |         |  |         |         | 3e      | 3e      | 3e      | 2e      | 1er     | F       | 2e      |
| Skate America                 |         |         |         |         |         |  |         | 2e      |         |         |         | 1er     |         |         |         |
| Skate Canada                  |         |         |         |         |         |  |         |         | 2e      | 2e      |         |         |         | 1er     |         |
| Coupe d'Allemagne             |         |         |         |         |         |  |         | 1er     |         |         | 2e      |         |         |         |         |
| Trophée de France             |         |         |         | 7e      | 6e      |  | 3e      | 1er     | 2e      | 1er     | 2e      | 1er     | 1er     | 1er     | 1er     |
| Trophée NHK                   |         |         |         |         |         |  |         |         | 1er     | 2e      |         | 1er     | 1er     | 1er     | 1er     |
| Légende : F = Forfait         |         |         |         |         |         |  |         |         |         |         |         |         |         |         |         |

## Musiques
- Saison 1996-1997 :

Danse originale : Docteur Petiot (Tango)
Danse libre : Ahla Leila
Exhibitions : Kazatchok
- Saison 1997-1998 :

Danse originale : Snatch & Grab it (Jive)
Danse libre : Roméo et Juliette
Exhibitions : Con te partiro
- Saison 1998-1999 :

Danse originale : Valse mascarade / My sweet and tender beast (Valse)
Danse libre : L'Homme au masque de fer
Exhibitions : Con te partiro
- Saison 1999-2000 :

Danse originale : Musique latine
Danse libre : Carmina Burana
Exhibitions : L'Homme au masque de fer / Con te partiro / Danse mon Esmeralda
- Saison 2000-2001 :

Danse originale : More (Quick-Step, Foxtrot)
Danse libre : La dernière nuit de Beethoven
Exhibitions : Danse mon Esmeralda / Suzanna
- Saison 2001-2002 :

Danse originale : Malaguena, Tango de Guell (Flamenco, Tango)
Danse libre : Liberta
Exhibitions : Suzanna

## Télévision
- 1997 et 2003 : Fort Boyard sur France 2 : participant
- 2000 : Élection de Miss France 2001 sur TF1 : juré
- 2010 : Koh-Lanta : Le Choc des héros sur TF1 : candidat
- 2013 : Ice Show sur M6 : juré
- 2018 : The Island : Célébrités sur M6 : participant
- 2021 : Saison 5 de Ninja Warrior : Le Parcours des héros sur Tf1 : candidat
- 2022 : Saison 6 de Ninja Warrior : Le Parcours des héros sur TF1 : candidat
- 2023 : Saison 7 de Ninja Warrior : Le Parcours des héros sur TF1 : candidat
- 2023 : Saison 6 du Meilleur Pâtissier, spécial célébrités sur Gulli : candidat

## Distinctions
- 1998 : Chevalier de l'Ordre national du mérite
- 2003 : Chevalier de la Légion d'honneur

## Discographie
- Quand Elle Me... (2018)[6]